# Chella
Chella es un municipio español de la Comunidad Valenciana, perteneciente a la provincia de Valencia, en la comarca del Canal de Navarrés. Cuenta con una población de 2439 habitantes (INE 2024). Se trata de un municipio castellanohablante, en el que el castellano cuenta con el predominio lingüístico reconocido legalmente.

## Geografía
Situado en la parte central de la comarca. La superficie del término es montañosa, con un pequeño sector llano en su parte central. Las alturas principales son los vértices geodésicos de tercer orden de Sotarraña (324 m), Muntot (417 m) y Gallinero (657 m). El río Sellent atraviesa el término en dirección sureste. Drenan el término los barrancos del Turco, Matet, Miguel, Culendra, Abrullador, etc. 
Se accede a este pueblo, desde Valencia, a través de la A-7 tomando luego la CV-580.

### Localidades limítrofes
El término municipal de Chella limita con las localidades de Anna, Bolbaite, Cotes, Enguera, Navarrés, Sellent y Sumacárcel, todas ellas de la provincia de Valencia.

## Historia
Chella es un término de gran interés arqueológico, y es bien conocido gracias a las exploraciones e investigaciones. En la zona del barranco del Lobo existen una serie de covachas (la Alta de las Conchas, la de la Peña Gorda, la de la Bellota, y la de Vicente Vaello) en las que se ha recogido sílex y cerámicas que muestran una larga ocupación humana, desde el Mesolítico hasta los comienzos de la Edad de los Metales. De los tiempos del Eneolítico, se conocen restos en unas covachas.
De época ibérica aparecieron abundantes cerámicas con decoración geométrica pintada y fragmentos de vasos de barniz negro en los Secanos Altos. Cerca, en un barranco al noroeste, dos losas que sirven de puentecillo parecen ser restos de los umbrales de una casa romana.
Por último, en el Barranco, en una ladera de la Peña del Turco, se abren dieciséis covachas artificiales al parecer, la más baja a ocho metros sobre el fondo del barranco, recintos cuadrangulares de techo abovedado, de tres a cinco metros de lado y cuatro de altura, y cuya cronología se desconoce.

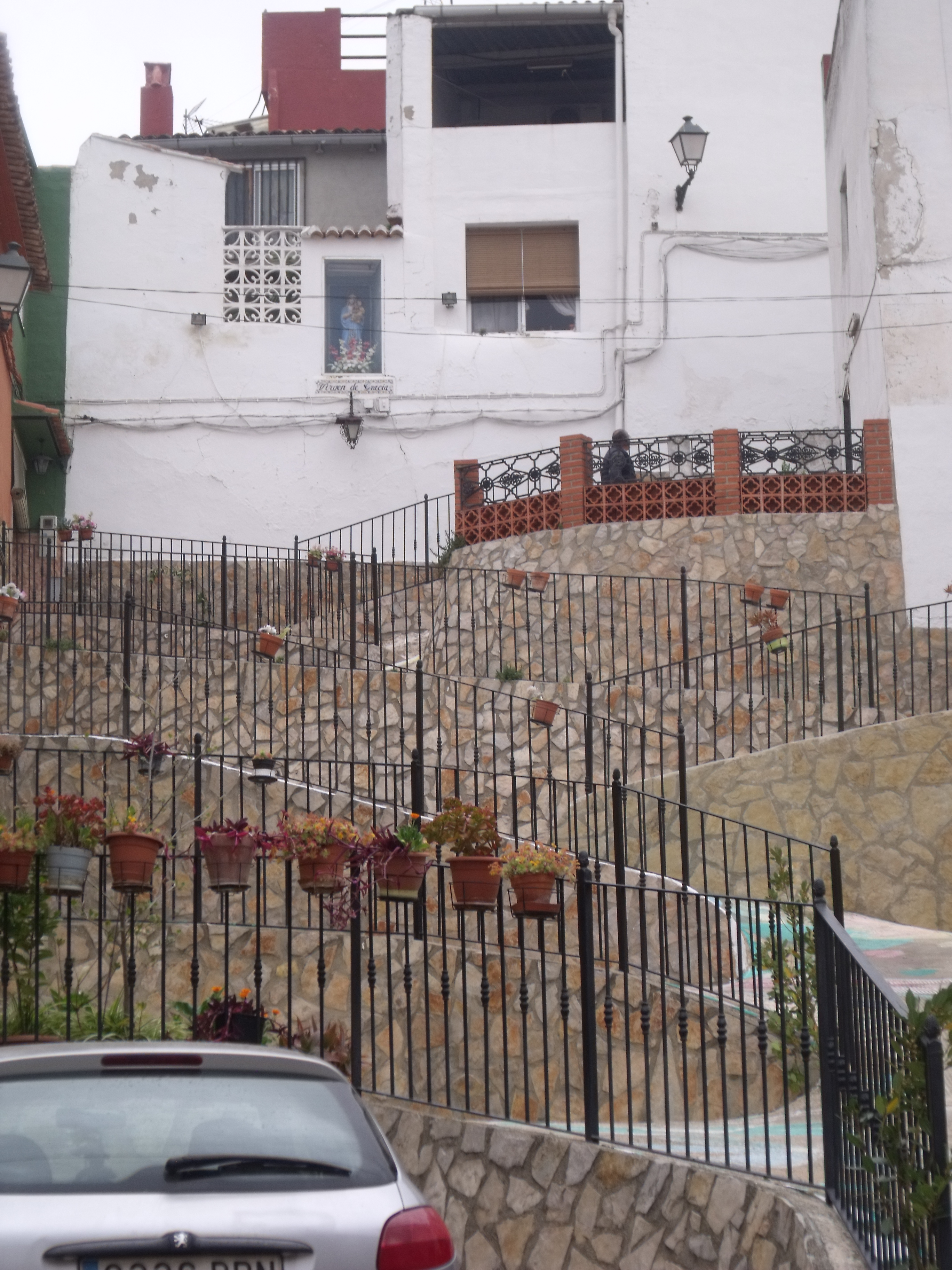
Calle de la iglesia Vieja

En época musulmana, Chella era una alquería que Jaime I donó a Pere Dovit, aunque más tarde se reintegró a la corona. En 1341, el rey la cedió a Tomás de Ulmis, del que pasó en 1356 al conde de Denia y después al ducado de Gandía. En 1611, Carlos de Borja expidió carta de población, tras la expulsión de los moriscos. Posteriormente perteneció al marqués de Bélgida.
A pesar de la existencia de restos arqueológicos de un poblado ibérico, situado en la partida de Los Secanos de Arriba, así como de una granja romana en la actual casa de Fulgencio y de restos de habitáculos musulmanes en las cuevas de la Peña del Turco, el actual municipio de Chella tiene su origen en una alquería musulmana, situada en la actual plaza de la iglesia Vieja, en la que aún se conserva una parte del muro de la mezquita con una hornacina con la Virgen de Gracia, patrona de la localidad.
En 1244 Jaime I conquisto la comarca y contra él se rebeló Al-Azraq, caudillo musulmán, y con él los habitantes de Chella. Tras ser vencidos fueron expulsados, repoblando el pueblo con musulmanes leales al rey. La población fue dada en feudo, sucesivamente, a Tomás de Ulmis, al Conde de Denia, a Pedro Escintelles y al primer duque de Gandia (Alfonso el Vell), a cuya muerte pasó de nuevo a la Corona. Durante las Germanías los moriscos de Chella fueron forzados a bautizarse y la parroquia de Bolbaite se desmembró de la de Chella. Con Carlos de Borja, volvió a manos de los duques de Gandía y condes de Oliva; y en 1609 Felipe III ordenó la expulsión de los moriscos y Chella quedó totalmente abandonada hasta 1611. Fue entonces cuando se otorgó la carta puebla y se instalaron nuevos pobladores (los Llobregat, Granero, García, Esparza, Palop, etc.).
En este siglo crece la población a partir del casco medieval; los restos del castillo musulmán se quedan en la parte alta, hoy barrio de la Peña. Este desarrollo se consolida en el siglo XVIII cuando los señores feudales ya no son los Borja, sino los marqueses de Bélgida. En la guerra de sucesión Chella dejará de pertenecer a la gobernación de Játiva y pasará al corregimiento de Montesa con las vecinas localidades de Anna, Enguera y Estubeny. Todos estos pueblos estuvieron afectados por el terremoto de 23 de marzo de 1748, que destruiría la iglesia vieja de Chella, acelerando así la construcción de la nueva (1763) de estilo neoclásico y cruz latina, con torre campanario de esquinas orientadas a los puntos cardinales y que conserva su primera campana, María de Gracia, de 1789.
En este mismo siglo se experimentó un crecimiento económico muy importante: la transformación de secanos en huerta, gracias al descubrimiento de un nuevo manantial (El Abrullador) tal como reseña Cabanilles en su obra. En el siglo XIX, desaparecidos los señoríos territoriales, Chella se constituyó en municipios con el término municipal. En el censo de Madoz de 1840 la población era de 1200 habitantes, cuya economía se basaba en el cultivo de trigo, maíz, cebada y en la producción de aceite, vino y seda. Durante la Restauración, la estructura social agrícola era de pequeños y medianos propietarios y jornaleros, cosa que provocó la aparición del caciquismo. Existe la leyenda, con tintes románticos, de que El Chato, personaje real al servicio del caciquismo, se hizo rodero (bandolero) por un desengaño amoroso. La filoxera acabó con el cultivo de la viña y la producción de vinos. Esto provocó numerosas emigraciones a Argentina y la extensión del cultivo del olivo.
Desde la época de la República y la guerra civil, se encuentra en el cuartel de Paterna, la figura de Carlos Fabra Marín (07/02/1904-6/7/1970), sargento republicano que abortó, en la noche del 29 de julio, con su ayudante de campo y su única pistola (un Bergman de 9 milímetros), el levantamiento militar sedicioso en Valencia. El tiroteo dejó 3 muertos y varios heridos. Esta intervención fue decisiva para evitar la rebelión militar de Valencia contra la Segunda República. Fue condecorado para esta acción por el general José Miaja.
Falleciendo como capitán en 1937, permaneciendo cerca del general José Miaja y del gobierno republicano en Valencia, decidió enviar a la familia (esposa, hijo e hija) en 1938 a Francia y se unió a su familia en el exilio en Francia el 2/3/1939 y ayudó a muchas familias migrantes en los años 1950-1960.
Detenido durante la ocupación alemana, fue hecho prisionero en el campo de Vernet d'Ariège en los Pirineos.
Durante la dictadura de Francisco Franco, fue condenado al ostracismo por los habitantes y partidos políticos relacionados, hasta que su heroica historia fue encontrada a través de ensayos y publicaciones. Desde entonces, se ha adjudicado una calle en Chella. Sus descendientes directos aún viven en Chella, así como en Francia, donde murió el 6/7/1970 sin haber vuelto a ver su país natal. Enterrado por primera vez en St-Denis, cerca de París, sus restos en 1986 fueron repatriados a Chella (pagados por el Ayuntamiento de Valencia), durante la conmemoración de los 50 años del final de la Guerra Civil, donde se le rindió un homenaje. fue hecho por veteranos aún vivos y muchas asociaciones.
Un tributo a su heroica intervención fue entregado por el Ayuntamiento de Paterna en 2006.
Con la llegada de la democracia y la vuelta de los emigrantes se mejoró la economía. La población activa abandonó el sector agrícola a favor de la construcción y de los servicios. La confección doméstica y la elaboración de puros caliqueños constituyeron una economía sumergida, que empleaba mayoritariamente mano de obra femenina.

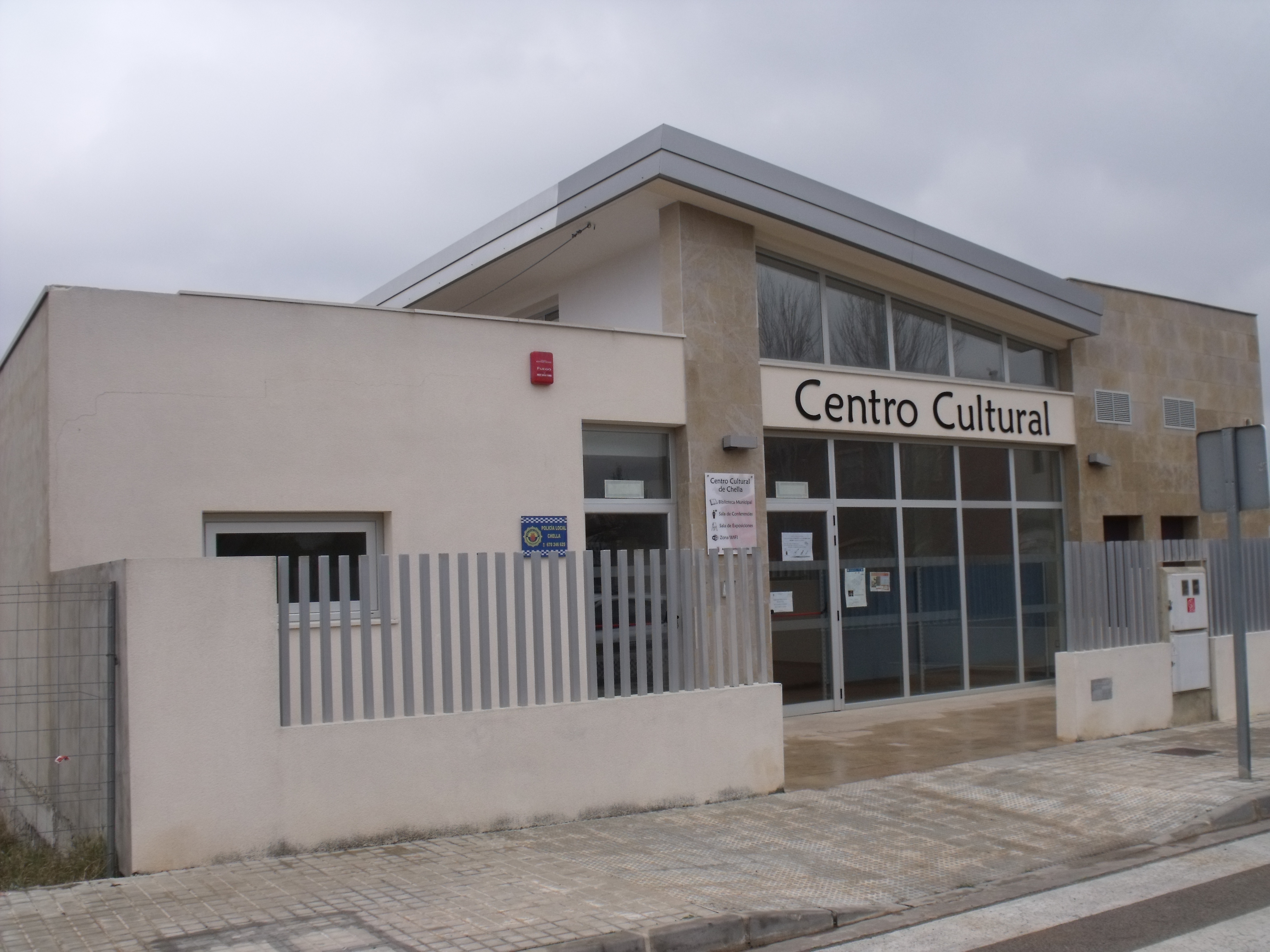
Centro cultural edificado en la parte nueva de la población

En la actualidad, el desarrollo urbano continúa a partir del paseo a través de los mismos ejes de crecimiento: las calles Higueral, Carlos Fabra, Federico Granero, Blasco Ibáñez, Miguel Hernández, la Paz y Valeriano Bellver y la avenida de la Constitución, que ha dejado de ser travesía urbana debido al desvío de la carretera. En dirección a Bolbaite, el pueblo se ha ampliado con el polígono industrial, articulado alrededor de la calle Primero de Mayo, cuyas travesías llevan los nombres de las partidas rurales del término. Desde hace una década, la población se ha incrementado con la llegada de personas procedentes mayoritariamente de países del Este de Europa, del Magreb y de Gran Bretaña, con lo que se abre una nueva etapa de convivencia.

## Demografía
Chella cuenta con una población de 2439 habitantes (INE 2024).
| Gráfica de evolución demográfica de Chella entre 1842 y 2021                                                        |
| |
| Población de derecho según los censos de población del INE Población de hecho según los censos de población del INE |

## Economía
Basada tradicionalmente en la agricultura. En las zonas de regadío se cultivan ajos, trigo, maíz, cacahuetes, cebollas, tabaco y frutales. En el secano se cosechan aceitunas, almendras, uva y algarrobas.
En Chella, sin lugar a dudas, destacan por encima de todos, los productos artesanales como sus caliqueños, los encajes de bolillos; también se trabaja la piedra (fachadas, chimeneas, calzadas, etc.), siendo esta una de sus actividades principales.

## Administración y política
| Periodo   | Nombre                              | Partido                                                              |
| --------- | ----------------------------------- | -------------------------------------------------------------------- |
| 1979-1983 | Juan Martínez Granero               | Unión de Centro Democrático (UCD)                                    |
| 1983-1987 | Juan Martínez Granero               | Alianza Popular (AP)                                                 |
| 1987-1991 | José Agustín Talón Ballester        | Partit Socialista del País Valencià (PSPV-PSOE)                      |
| 1991-1995 | Vicente Ponce Andrés Fernández Orts | Partido Popular (PP) Partit Socialista del País Valencià (PSPV-PSOE) |
| 1995-1999 | Vicente Coloma Granero              | Partido Popular (PP)                                                 |
| 1999-2003 | Vicente Coloma Granero              | Partido Popular (PP)                                                 |
| 2003-2007 | Pablo Seguí Granero                 | Partit Socialista del País Valencià (PSPV-PSOE)                      |
| 2007-2011 | Pablo Seguí Granero                 | Partit Socialista del País Valencià (PSPV-PSOE)                      |
| 2011-2015 | Pablo Seguí Granero                 | Partit Socialista del País Valencià (PSPV-PSOE)                      |
| 2015-2019 | José Enrique Talón Seguí            | Partit Socialista del País Valencià (PSPV-PSOE)                      |
| 2019-2023 | José Enrique Talón Seguí            | Partit Socialista del País Valencià (PSPV-PSOE)                      |
| 2023-act. | José Enrique Talón Seguí            | Partit Socialista del País Valencià (PSPV-PSOE)                      |

## Patrimonio
- Iglesia parroquial de la Virgen de Gracia, reconstruida en el siglo XVIII, y actualmente la cúpula está siendo investigada por expertos, por la posibilidad de que la restauración de la misma pueda haber sido diseñada por Gaudí.
- Ermita de San Nicolás.
- Casa señorial de los Condes de Buñol.
- Antigua mezquita árabe.
- Los Castillets, restos de origen árabe.

### Parajes naturales y fuentes
- Ruinas de la fuente y lavadero del mirador del Salto.
- El Mirador del Salto con peligro de desprendimiento.
- El Salto.
- Barranco del Zarzalet donde existe una antigua cueva de guardar ganado y una fuente.
- La fuente del Abrullador situada a cinco kilómetros del pueblo, allí se encuentra el manantial que abastece de agua a Chella, siguiendo el cauce que conduce al barranco del Abrullador, se encuentran Los Molinicos y La Playa Salvaje.
- Lavadero, en la zona del parque.
- La Fuente los Chopos.
- Clochicas y El Abogao, son otras fuentes que también se encuentran en el término.

En la parte norte del término quedan todavía los restos de lo que un día fue un balneario de aguas termales y medicinales.

### Zonas recreativas
- Parque de la Fuente al lado del río Sellent, un paseo con bancos, zona verde, parque infantil y una parte dedicada a la realización de verbenas, conciertos y actos públicos, servicios.
- Parque de la ermita, dotado de zona deportiva para adultos, pista de petanca, zona verde con bancos, fuente y parque infantil.
- Parque plaza párroco Don Julio, dotada de bancos con un pequeño parque infantil.
- El paseo, ubicado en el centro del pueblo, zona con bancos, dos fuentes y parque infantil.

### Instalaciones deportivas
- Pista polivalente del parque de la Fuente, dotada para jugar a futbito y a baloncesto, dispone de vestuarios.
- Piscina pública adaptada para personas con movilidad reducida con vestuarios.
- Pista de tenis y frontón.
- Pista de pádel.
- Campo de fútbol de césped artificial con vestuarios.

## Cultura

### Fiestas
- Fiestas Patronales. Celebra sus fiestas patronales en honor de San Blas, los días dos, tres y cuatro de febrero. El primer día de fiestas se celebra la procesión en honor a San Fumat. Dicha procesión comienza de madrugada cuando acaba la verbena y todo el mundo tiene que ir disfrazado y con un caliqueño (puro de la zona)
- Fiestas de la Semana Cultural. Se celebran la primera semana de agosto y en ella se hacen concurso de paellas, actuaciones musicales, teatrales, cuentacuentos, concentracionde de djs, campeonatos deportivos, concursos de dibujo, etc.
- Fiestas de Moros y Cristianos. El fin de semana después de la semana cultural se hacen los actos de moros y cristianos con la cena-concentración de comparsas el viernes noche y los pasacalles por el pueblo de local en local, el sábado la entrada falsa y el domingo la entrada oficial.
- Fallas. Existe una falla en el pueblo y se llama, Falla No - Ni - Na, es una de las fiestas más arraigadas en el pueblo, se fundó en el verano de 1982 y plantó la primera falla en marzo de 1983, se celebran del 15 al 19 de marzo.

### Gastronomía
Especialidad en arroz al horno y arroz caldoso, la casolica de pencas, el puchero y el gazpacho manchego. 
Entre los dulces destacan: las torticas de cacahuetes y aceite que se hacen por San Blas, bizcochás, rollicos de anís, pastissets de moniato, pastissets de rosillas, torta en llanda, almendrones, rossegones y por todos los Santos se hacen toñas hogassas.